# Bisdom Albenga-Imperia
Het bisdom Albenga-Imperia (Italiaans: Diocesi di Albenga-Imperia, Latijn: Dioecesis Albingaunensis-Imperiae) is een bisdom van de Rooms-Katholieke Kerk in Italië. Het bisdom in het oosten van de provincie Savona en is suffragaan aan het aartsbisdom Genua. Het bisdom werd in 1973 geformeerd, maar het bisdom Albenga bestaat al sinds de tweede eeuw.
In het bisdom wonen 198.000 mensen die vrijwel allemaal behoren tot de Katholieke Kerk. Sinds 1990 is Mario Oliveri bisschop van Albenga-Imperia.

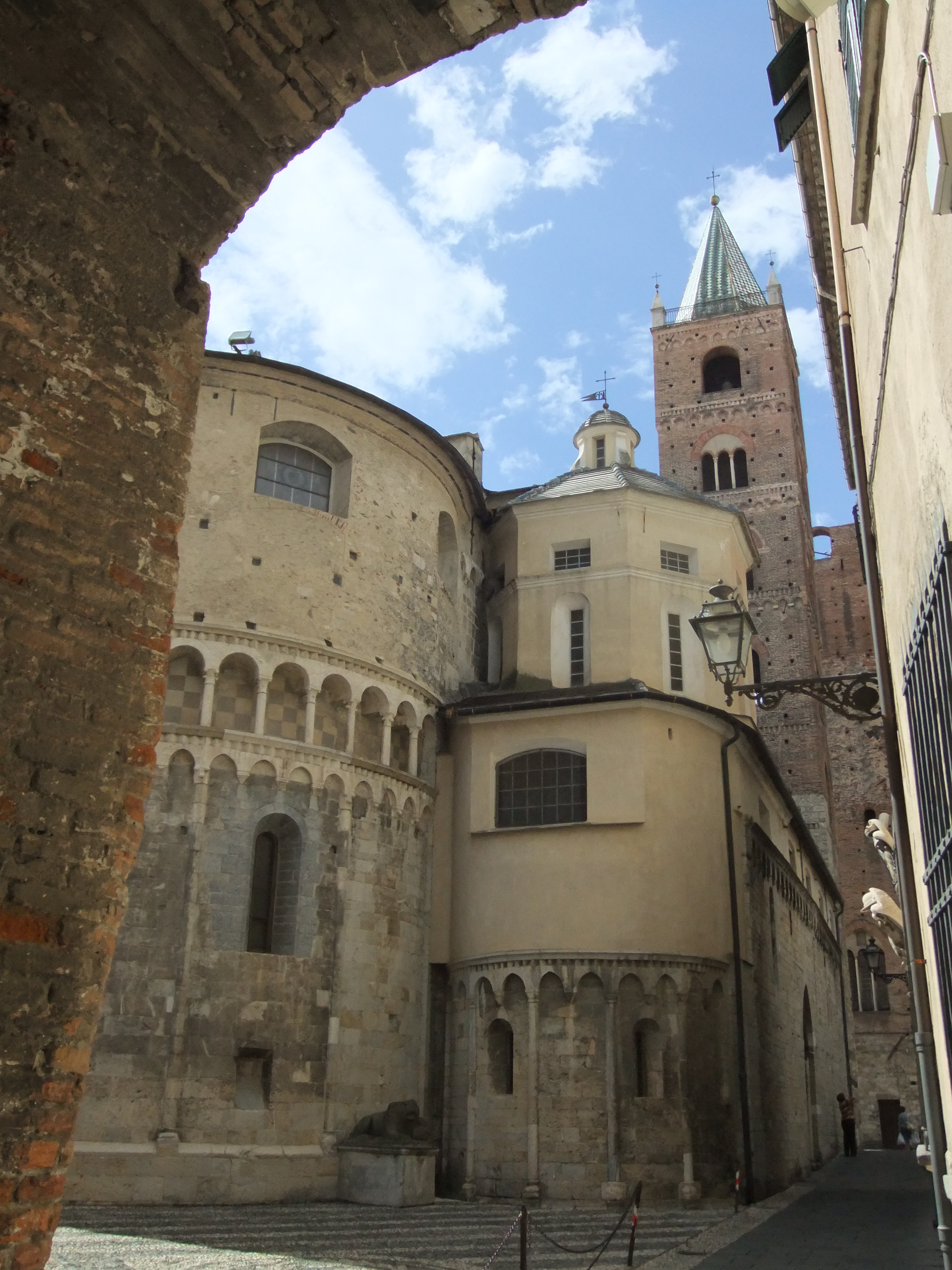
De kathedraal van Albenga, zetel van het bisdom
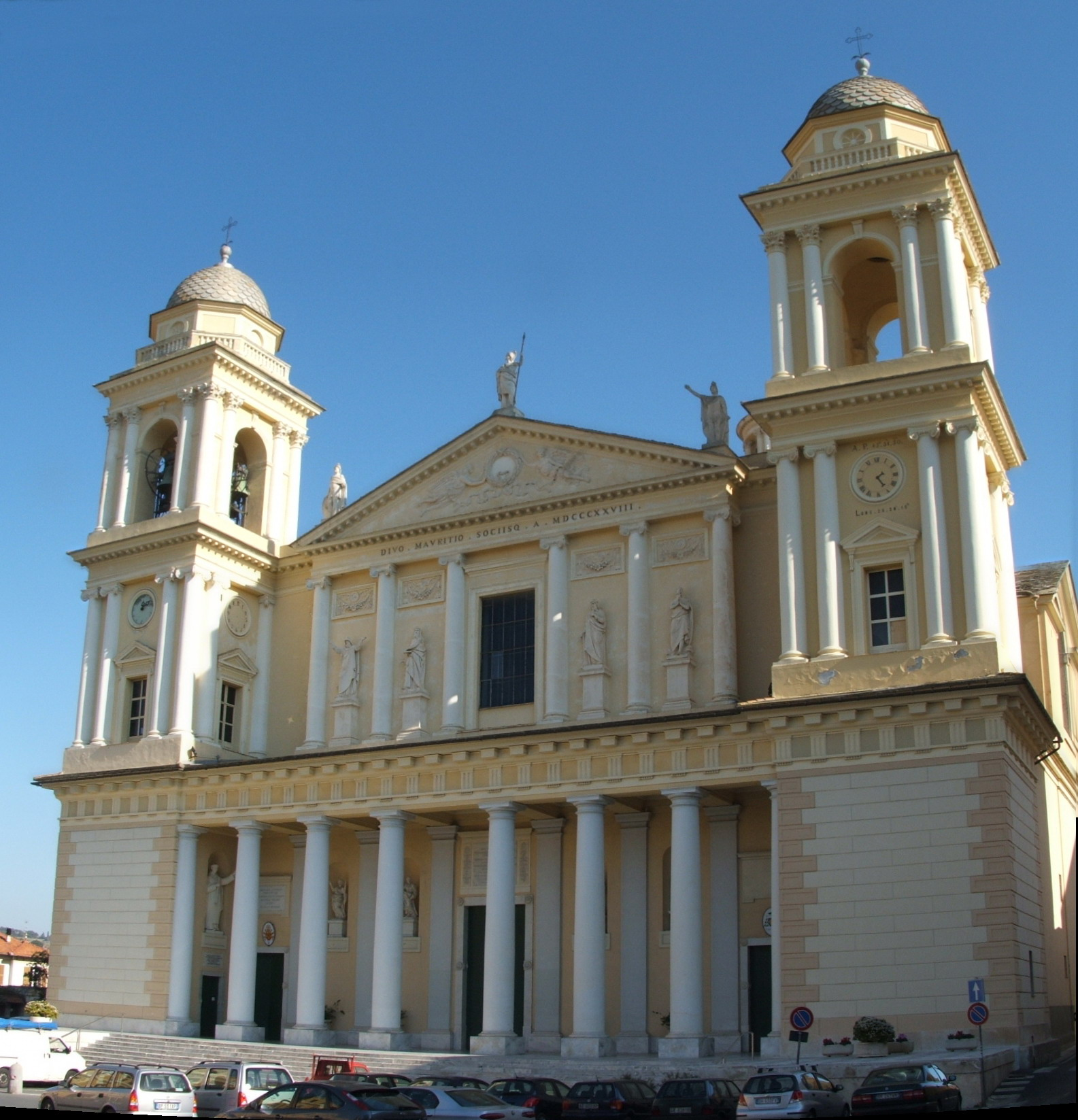
Cokathedraal van Imperia
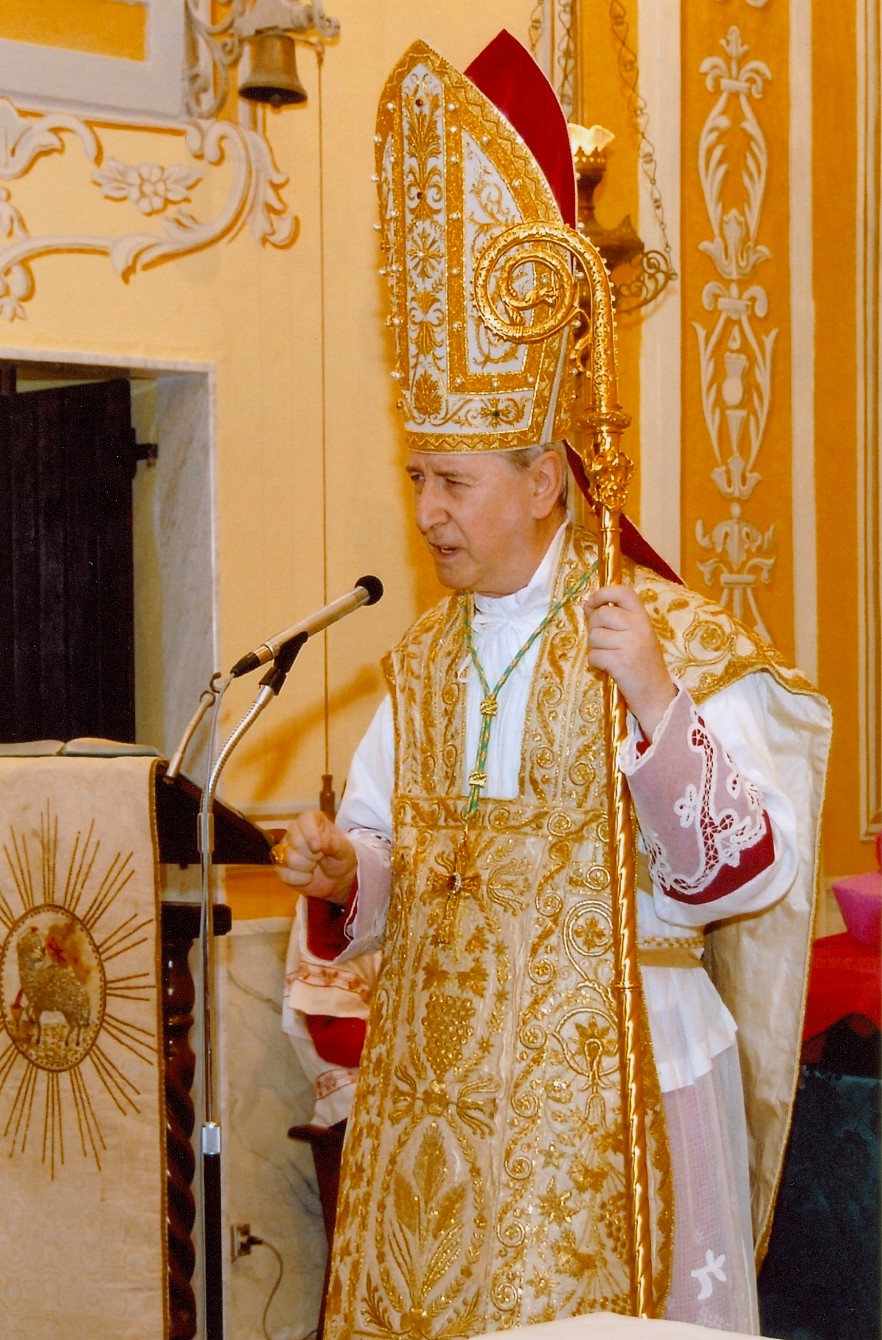
Bisschop Mario Oliveri

Genua (aartsbisdom) · Albenga-Imperia · Chiavari · La Spezia-Sarzana-Brugnato · Savona-Noli · Tortona · Ventimiglia-San Remo